# Liolaemus nigroventrolateralis
Liolaemus nigroventrolateralis är en ödleart som beskrevs av  Ortiz 1994. Liolaemus nigroventrolateralis ingår i släktet Liolaemus och familjen Tropiduridae. Inga underarter finns listade i Catalogue of Life.